# Światła przeciwmgłowe

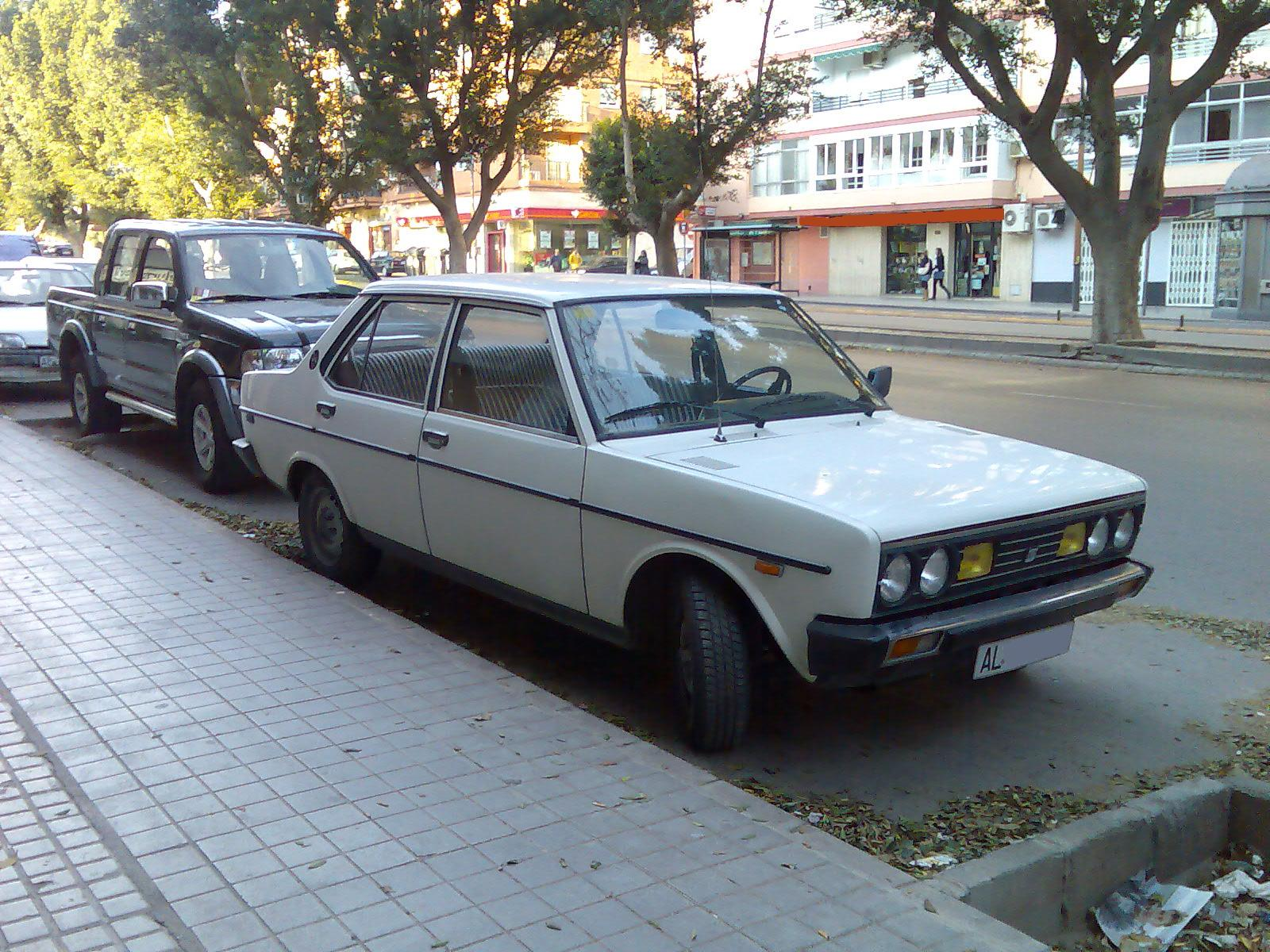
Żółte światła przeciwmgłowe przednie zainstalowane w samochodzie SEAT.

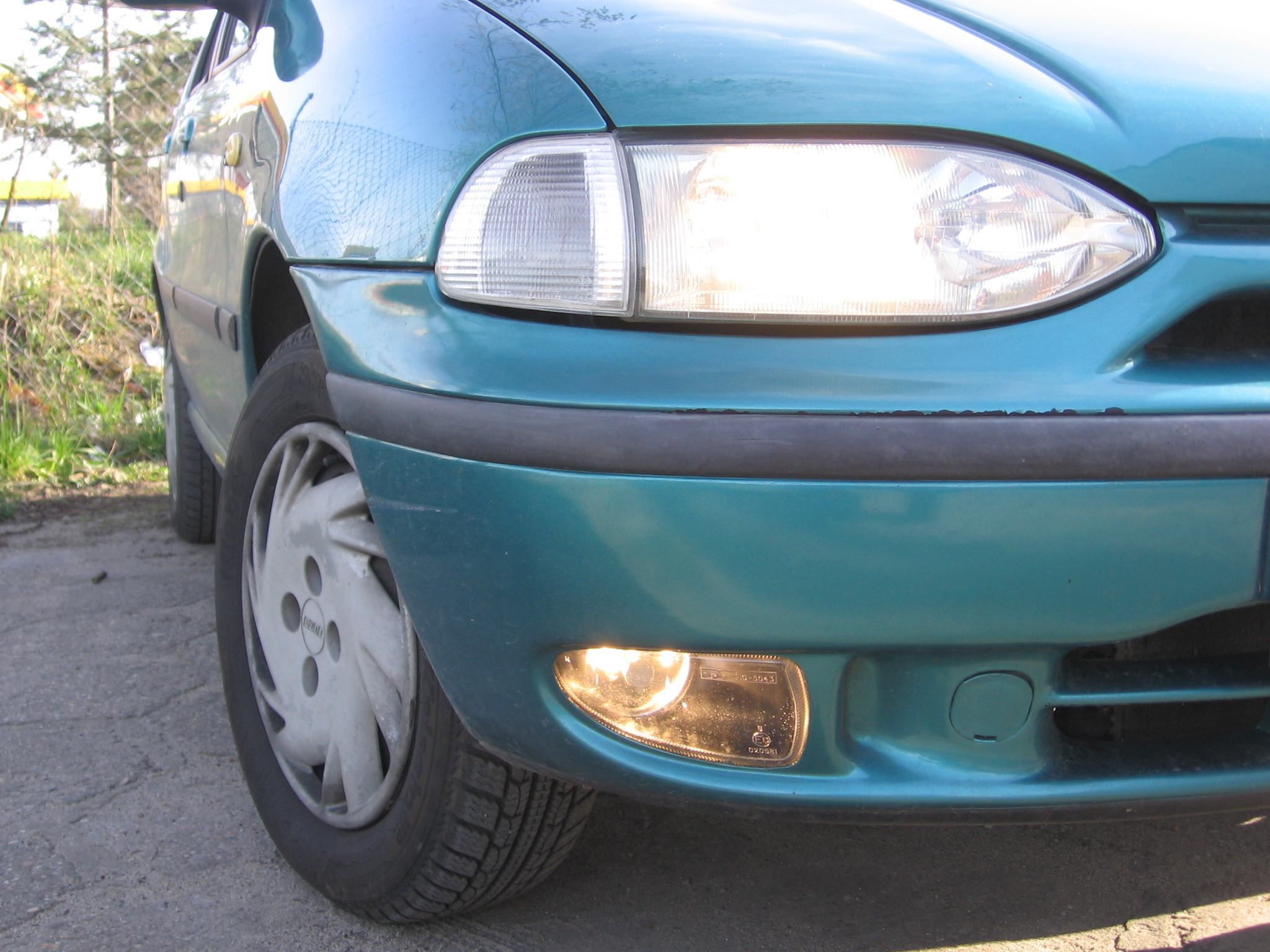
Światło przeciwmgłowe prawe przednie w Fiacie Siena, w dolnej części zderzaka, pod reflektorem głównym.

Światła przeciwmgłowe (światła przeciwmgielne) – typ oświetlenia samochodowego przeznaczony do oświetlania drogi w czasie niedostatecznej przejrzystości powietrza.
Wyróżnia się światła przeciwmgłowe:
- Przednie (nieobowiązkowe), barwy białej lub żółtej „selektywnej”. Mogą być stosowane ogólnie w dwóch przypadkach:
  - W warunkach zmniejszonej przejrzystości powietrza spowodowanej mgłą, opadami atmosferycznymi lub innymi przyczynami (ze światłami mijania lub bez nich)[2]
  - W czasie dostatecznej widoczności na drodze krętej oznaczonej odpowiednimi znakami od zmierzchu do świtu[a][b].
- Tylne (obowiązkowe[c]), barwy czerwonej – mogą być stosowane wyłącznie wtedy, gdy widoczność spadnie poniżej 50 m.

Samochód może mieć dwa (rozmieszczone symetrycznie) przednie i jedno lub dwa tylne światła przeciwmgłowe.
Światła przeciwmgłowe przednie umieszcza się zazwyczaj tak nisko nad powierzchnią jezdni, jak tylko dopuszcza to konstrukcja pojazdu (nie niżej jednak niż dopuszczalna przez przepisy homologacyjne – w Polsce i w Europie 25 cm). Taka lokalizacja świateł przeciwmgłowych zmniejsza efekt odbijania się promieni świetlnych od mgły w kierunku oczu kierowcy pojazdu, ponadto wykorzystuje częste zjawisko, iż tuż nad ziemią mgła jest rzadsza, niż na wysokości ok. 60 cm, na której zazwyczaj umieszczane są światła główne.
Światła przeciwmgłowe tylne umieszczane są niekiedy jako jedna dodatkowa lampa na tylnym zderzaku, częściej jednak znajdują się one w zespole lamp tylnych, nie bliżej niż 10 cm od świateł „stop”, nie niżej niż 25 i nie wyżej niż 100 cm nad jezdnią. Zazwyczaj stosowane są do tych świateł żarówki P21W.

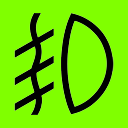
Symbol świateł przeciwmgłowych przednich.
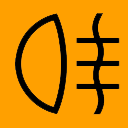
Symbol świateł przeciwmgłowych tylnych.